# Callithea degandii
Callithea degandii är en fjärilsart som beskrevs av William Chapman Hewitson 1858. Callithea degandii ingår i släktet Callithea och familjen praktfjärilar. Inga underarter finns listade i Catalogue of Life.